# Xintai
Xintai (新泰 ; pinyin : Xīntài) est une ville de la province du Shandong en Chine. C'est une ville-district placée sous la juridiction administrative de la ville-préfecture de Tai'an.

## Démographie
La population du district était de 1 334 549 habitants en 1999.